# 阿尼亞馬
阿尼亞馬是西非國家科特迪瓦的城市，由潟湖區負責管轄，位於該國南部畿內亞灣畔，是首都阿比讓以北20公里的郊區，海拔高度800米，2009年人口估計約115,325。

## 友好城市
- 法國 蓬托-孔博